# Basquetebol nos Jogos Olímpicos
O basquetebol é disputado nos Jogos Olímpicos modernos desde Berlim 1936. Em St. Louis 1904, apareceu como esporte de exibição. O torneio feminino estreou em Montreal 1976.
Os maiores vencedores são os Estados Unidos, criadores do esporte, com 17 das 21 medalhas de ouro no masculino, e 10 das 13 no feminino.
O basquete foi um dos primeiros esportes a aceitar a presença de profissionais, embora os Estados Unidos só começassem a mandar atletas da NBA em 1992.
As seleções africanas não vencem uma seleção de outro continente desde Atlanta 96, quando a seleção masculina de Angola derrotou a Coreia do Sul por 99 a 61. Em Londres 2012, a seleção masculina da Nigéria derrotou a Tunísia (também da África) por 60 a 56. Em Paris 2024, a sequência negativa foi quebrada tanto no masculino e no feminino. No masculino, o Sudão do Sul venceu Porto Rico por 90–79. Por sua vez, no feminino, a Nigéria foi a primeira equipe africana a chegar às quartas de final em ambos os gêneros, ao triunfar sobre a Austrália e o Canadá na primeira fase.
Em junho de 2017, o Comitê Olímpico Internacional anunciou que o basquetebol 3x3 seria disputado nos Jogos Olímpicos pela primeira vez em Tóquio 2020.

## Eventos
| Evento        | 96 | 00 | 04 | 08 | 12 | 20 | 24 | 28 | 32 | 36 | 48 | 52 | 56 | 60 | 64 | 68 | 72 | 76 | 80 | 84 | 88 | 92 | 96 | 00 | 04 | 08 | 12 | 16 | 20 | 24 | Edições |
| ------------- | -- | -- | -- | -- | -- | -- | -- | -- | -- | -- | -- | -- | -- | -- | -- | -- | -- | -- | -- | -- | -- | -- | -- | -- | -- | -- | -- | -- | -- | -- | ------- |
| Masculino     |    |    |    |    |    |    |    |    |    | •  | •  | •  | •  | •  | •  | •  | •  | •  | •  | •  | •  | •  | •  | •  | •  | •  | •  | •  | •  | •  | 21      |
| Feminino      |    |    |    |    |    |    |    |    |    |    |    |    |    |    |    |    |    | •  | •  | •  | •  | •  | •  | •  | •  | •  | •  | •  | •  | •  | 13      |
| 3x3 masculino |    |    |    |    |    |    |    |    |    |    |    |    |    |    |    |    |    |    |    |    |    |    |    |    |    |    |    |    | •  | •  | 2       |
| 3x3 feminino  |    |    |    |    |    |    |    |    |    |    |    |    |    |    |    |    |    |    |    |    |    |    |    |    |    |    |    |    | •  | •  | 2       |

## Resultados

### Masculino
| Sede                             | Final               | Final        | Final               |                     | Disputa do bronze | Disputa do bronze    | Disputa do bronze |
| -------------------------------- | ------------------- | ------------ | ------------------- | ------------------- | ----------------- | -------------------- | ----------------- |
| Paris 2024 (detalhes)            | USA Estados Unidos  | 98–87        | FRA França          | SRB Sérvia          | 93–83             | GER Alemanha         |                   |
| Tóquio 2020 (detalhes)           | USA Estados Unidos  | 87–82        | FRA França          | AUS Austrália       | 107–93            | SLO Eslovênia        |                   |
| Rio 2016 (detalhes)              | USA Estados Unidos  | 96–66        | SRB Sérvia          | ESP Espanha         | 89–88             | AUS Austrália        |                   |
| Londres 2012 (detalhes)          | USA Estados Unidos  | 107–100      | ESP Espanha         | RUS Rússia          | 81–77             | ARG Argentina        |                   |
| Pequim 2008 (detalhes)           | USA Estados Unidos  | 118–107      | ESP Espanha         | ARG Argentina       | 87–75             | LTU Lituânia         |                   |
| Atenas 2004 (detalhes)           | ARG Argentina       | 84–69        | ITA Itália          | USA Estados Unidos  | 104–96            | LTU Lituânia         |                   |
| Sydney 2000 (detalhes)           | USA Estados Unidos  | 85–75        | FRA França          | LTU Lituânia        | 89–71             | AUS Austrália        |                   |
| Atlanta 1996 (detalhes)          | USA Estados Unidos  | 95–69        | YUG Iugoslávia      | LTU Lituânia        | 80–74             | AUS Austrália        |                   |
| Barcelona 1992 (detalhes)        | USA Estados Unidos  | 117–85       | CRO Croácia         | LTU Lituânia        | 82–78             | EUN Equipa Unificada |                   |
| Seul 1988 (detalhes)             | URS União Soviética | 76–63        | YUG Iugoslávia      | USA Estados Unidos  | 76–49             | AUS Austrália        |                   |
| Los Angeles 1984 (detalhes)      | USA Estados Unidos  | 96–65        | ESP Espanha         | YUG Iugoslávia      | 88–82             | CAN Canadá           |                   |
| Moscou 1980 (detalhes)           | YUG Iugoslávia      | 80–77        | ITA Itália          | URS União Soviética | 117–94            | ESP Espanha          |                   |
| Montreal 1976 (detalhes)         | USA Estados Unidos  | 95–74        | YUG Iugoslávia      | URS União Soviética | 100–72            | CAN Canadá           |                   |
| Munique 1972 (detalhes)          | URS União Soviética | 51–50        | USA Estados Unidos  | CUB Cuba            | 66–65             | ITA Itália           |                   |
| Cidade do México 1968 (detalhes) | USA Estados Unidos  | 73–58        | YUG Iugoslávia      | URS União Soviética | 70–53             | BRA Brasil           |                   |
| Tóquio 1964 (detalhes)           | USA Estados Unidos  | 73–59        | URS União Soviética | BRA Brasil          | 76–60             | PUR Porto Rico       |                   |
| Roma 1960 (detalhes)             | USA Estados Unidos  | 3–0 no grupo | URS União Soviética | BRA Brasil          | 1–2 no grupo      | ITA Itália           |                   |
| Melbourne 1956 (detalhes)        | USA Estados Unidos  | 89–55        | URS União Soviética | URU Uruguai         | 71–62             | FRA França           |                   |
| Helsinque 1952 (detalhes)        | USA Estados Unidos  | 36–25        | URS União Soviética | URU Uruguai         | 68–59             | ARG Argentina        |                   |
| Londres 1948 (detalhes)          | USA Estados Unidos  | 65–21        | FRA França          | BRA Brasil          | 52–47             | MEX México           |                   |
| Berlim 1936 (detalhes)           | USA Estados Unidos  | 19–8         | CAN Canadá          | MEX México          | 26–12             | POL Polônia          |                   |

### Feminino
| Sede                        | Final                | Final        | Final              |                     | Disputa do bronze | Disputa do bronze  | Disputa do bronze |
| --------------------------- | -------------------- | ------------ | ------------------ | ------------------- | ----------------- | ------------------ | ----------------- |
| Paris 2024 (detalhes)       | USA Estados Unidos   | 67–66        | FRA França         | AUS Austrália       | 85–81             | BEL Bélgica        |                   |
| Tóquio 2020 (detalhes)      | USA Estados Unidos   | 90–75        | JPN Japão          | FRA França          | 91–76             | SRB Sérvia         |                   |
| Rio 2016 (detalhes)         | USA Estados Unidos   | 101–72       | ESP Espanha        | SRB Sérvia          | 70–63             | FRA França         |                   |
| Londres 2012 (detalhes)     | USA Estados Unidos   | 86–50        | FRA França         | AUS Austrália       | 83–74             | RUS Rússia         |                   |
| Pequim 2008 (detalhes)      | USA Estados Unidos   | 92–65        | AUS Austrália      | RUS Rússia          | 94–81             | CHN China          |                   |
| Atenas 2004 (detalhes)      | USA Estados Unidos   | 74–63        | AUS Austrália      | RUS Rússia          | 71–62             | BRA Brasil         |                   |
| Sydney 2000 (detalhes)      | USA Estados Unidos   | 76–54        | AUS Austrália      | BRA Brasil          | 84–73             | KOR Coreia do Sul  |                   |
| Atlanta 1996 (detalhes)     | USA Estados Unidos   | 111–87       | BRA Brasil         | AUS Austrália       | 66–56             | UKR Ucrânia        |                   |
| Barcelona 1992 (detalhes)   | EUN Equipa Unificada | 76–66        | CHN China          | USA Estados Unidos  | 88–74             | CUB Cuba           |                   |
| Seul 1988 (detalhes)        | USA Estados Unidos   | 77–70        | YUG Iugoslávia     | URS União Soviética | 68–53             | AUS Austrália      |                   |
| Los Angeles 1984 (detalhes) | USA Estados Unidos   | 96–65        | KOR Coreia do Sul  | CHN China           | 88–82             | CAN Canadá         |                   |
| Moscou 1980 (detalhes)      | URS União Soviética  | 104–73       | BUL Bulgária       | YUG Iugoslávia      | 68–65             | HUN Hungria        |                   |
| Montreal 1976 (detalhes)    | URS União Soviética  | 5–0 no grupo | USA Estados Unidos | BUL Bulgária        | 3–2 no grupo      | TCH Checoslováquia |                   |

### 3x3 masculino
| Sede                   | Final             | Final | Final      |              | Disputa do bronze | Disputa do bronze | Disputa do bronze |
| ---------------------- | ----------------- | ----- | ---------- | ------------ | ----------------- | ----------------- | ----------------- |
| Paris 2024 (detalhes)  | NED Países Baixos | 18–17 | FRA França | LTU Lituânia | 21–18             | LAT Letônia       |                   |
| Tóquio 2020 (detalhes) | LAT Letônia       | 21–18 | ROC        | SRB Sérvia   | 21–14             | BEL Bélgica       |                   |

### 3x3 feminino
| Sede                   | Final              | Final | Final       |                    | Disputa do bronze | Disputa do bronze | Disputa do bronze |
| ---------------------- | ------------------ | ----- | ----------- | ------------------ | ----------------- | ----------------- | ----------------- |
| Paris 2024 (detalhes)  | GER Alemanha       | 17–16 | ESP Espanha | USA Estados Unidos | 16–13             | CAN Canadá        |                   |
| Tóquio 2020 (detalhes) | USA Estados Unidos | 18–15 | ROC         | CHN China          | 16–14             | FRA França        |                   |

## Quadro geral de medalhas
| Ordem | País                 | Medalha de ouro | Medalha de prata | Medalha de bronze |     |
| ----- | -------------------- | --------------- | ---------------- | ----------------- | --- |
| 1     | USA Estados Unidos   | 28              | 2                | 4                 | 34  |
| 2     | URS União Soviética  | 4               | 4                | 4                 | 12  |
| 3     | YUG Iugoslávia       | 1               | 5                | 2                 | 8   |
| 4     | ARG Argentina        | 1               |                  | 1                 | 2   |
| 5     | GER Alemanha         | 1               |                  |                   | 1   |
|       | EUN Equipa Unificada | 1               |                  |                   | 1   |
|       | LAT Letônia          | 1               |                  |                   | 1   |
|       | NED Países Baixos    | 1               |                  |                   | 1   |
| 9     | FRA França           |                 | 7                | 1                 | 8   |
| 10    | ESP Espanha          |                 | 5                | 1                 | 6   |
| 11    | AUS Austrália        |                 | 3                | 4                 | 7   |
| 12    | ITA Itália           |                 | 2                |                   | 2   |
|       | ROC                  |                 | 2                |                   | 2   |
| 14    | BRA Brasil           |                 | 1                | 4                 | 5   |
| 15    | SRB Sérvia           |                 | 1                | 3                 | 4   |
| 16    | CHN China            |                 | 1                | 2                 | 3   |
| 17    | BUL Bulgária         |                 | 1                | 1                 | 2   |
| 18    | CAN Canadá           |                 | 1                |                   | 1   |
|       | KOR Coreia do Sul    |                 | 1                |                   | 1   |
|       | CRO Croácia          |                 | 1                |                   | 1   |
|       | JPN Japão            |                 | 1                |                   | 1   |
| 22    | LTU Lituânia         |                 |                  | 4                 | 4   |
| 23    | RUS Rússia           |                 |                  | 3                 | 3   |
| 24    | URU Uruguai          |                 |                  | 2                 | 2   |
| 25    | CUB Cuba             |                 |                  | 1                 | 1   |
|       | MEX México           |                 |                  | 1                 | 1   |
| TOTAL | TOTAL                | 38              | 38               | 38                | 114 |

### Masculino
| Ordem | País                | Medalha de ouro | Medalha de prata | Medalha de bronze |    |
| ----- | ------------------- | --------------- | ---------------- | ----------------- | -- |
| 1     | USA Estados Unidos  | 17              | 1                | 2                 | 20 |
| 2     | URS União Soviética | 2               | 4                | 3                 | 9  |
| 3     | YUG Iugoslávia      | 1               | 4                | 1                 | 6  |
| 4     | ARG Argentina       | 1               |                  | 1                 | 2  |
| 5     | FRA França          |                 | 4                |                   | 4  |
| 6     | ESP Espanha         |                 | 3                | 1                 | 4  |
| 7     | ITA Itália          |                 | 2                |                   | 2  |
| 8     | SRB Sérvia          |                 | 1                | 1                 | 2  |
| 9     | CAN Canadá          |                 | 1                |                   | 1  |
|       | CRO Croácia         |                 | 1                |                   | 1  |
| 11    | BRA Brasil          |                 |                  | 3                 | 3  |
|       | LTU Lituânia        |                 |                  | 3                 | 3  |
| 13    | URU Uruguai         |                 |                  | 2                 | 2  |
| 14    | AUS Austrália       |                 |                  | 1                 | 1  |
|       | CUB Cuba            |                 |                  | 1                 | 1  |
|       | MEX México          |                 |                  | 1                 | 1  |
|       | RUS Rússia          |                 |                  | 1                 | 1  |
| TOTAL | TOTAL               | 21              | 21               | 21                | 63 |

### Feminino
| Ordem | País                 | Medalha de ouro | Medalha de prata | Medalha de bronze |    |
| ----- | -------------------- | --------------- | ---------------- | ----------------- | -- |
| 1     | USA Estados Unidos   | 10              | 1                | 1                 | 12 |
| 2     | URS União Soviética  | 2               |                  | 1                 | 3  |
| 3     | EUN Equipa Unificada | 1               |                  |                   | 1  |
| 4     | AUS Austrália        |                 | 3                | 3                 | 6  |
| 5     | FRA França           |                 | 2                | 1                 | 3  |
| 6     | BRA Brasil           |                 | 1                | 1                 | 2  |
|       | BUL Bulgária         |                 | 1                | 1                 | 2  |
|       | CHN China            |                 | 1                | 1                 | 2  |
|       | YUG Iugoslávia       |                 | 1                | 1                 | 2  |
| 10    | KOR Coreia do Sul    |                 | 1                |                   | 1  |
|       | ESP Espanha          |                 | 1                |                   | 1  |
|       | JPN Japão            |                 | 1                |                   | 1  |
| 13    | RUS Rússia           |                 |                  | 2                 | 2  |
| 14    | SRB Sérvia           |                 |                  | 1                 | 1  |
| TOTAL | TOTAL                | 13              | 13               | 13                | 39 |

### 3x3
| Ordem | País               | Medalha de ouro | Medalha de prata | Medalha de bronze |    |
| ----- | ------------------ | --------------- | ---------------- | ----------------- | -- |
| 1     | USA Estados Unidos | 1               |                  | 1                 | 2  |
| 2     | GER Alemanha       | 1               |                  |                   | 1  |
|       | LAT Letônia        | 1               |                  |                   | 1  |
|       | NED Países Baixos  | 1               |                  |                   | 1  |
| 5     | ROC                |                 | 2                |                   | 2  |
| 6     | ESP Espanha        |                 | 1                |                   | 1  |
|       | FRA França         |                 | 1                |                   | 1  |
| 8     | CHN China          |                 |                  | 1                 | 1  |
|       | LTU Lituânia       |                 |                  | 1                 | 1  |
|       | SRB Sérvia         |                 |                  | 1                 | 1  |
| TOTAL | TOTAL              | 4               | 4                | 4                 | 12 |